# Winona, Missouri
Winona är en ort i Shannon County i Missouri. Trävaruindustrin har varit av stor betydelse genom Winonas historia.